# Tzigane (téléfilm)
Pour plus de détails, voir Fiche technique et Distribution.
Tzigane (en russe : Цыган, Țsygan) est un téléfilm soviétique en quatre parties réalisé par Aleksandr Blank (ru) en 1979, adapté du roman d'Anatoli Kalinine. Le film est produit par Studio d'Odessa. La suite de l'histoire voit le jour en 1985 sous le titre de Retour de Budulai du nom du héros principal incarné par Mihai Volontir,.

## Fiche technique
- Titre : Tzigane
- Réalisateur : Aleksandr Blank (ru)
- Scénario : Aleksandr Blank (ru), Radii Kușnerovici, Natalia Kalinina
- Photographie : Nikolai Vasilkov
- Montage : Tatiana Rymariova
- Musique : Valeri Zoubkov
- Décors : Anatoli Naumov
- Costumes : Tatiana Tarova
- Maquillage : Svetlana Kucheriavenko
- Son : Eduard Goncharenko
- Production : Studio d'Odessa
- Pays d'origine : URSS
- Genre : mélodrame
- Durée : 345 minutes
- Sortie : 1979
- Langue : russe

## Distribution
- Klara Loutchko : Claudia Pukhliakova
- Mihai Volontir : Budulai Romanov
- Nina Rouslanova : Katka-Aeroport
- Maïa Boulgakova : Luchilikha
- Leonid Nevedomski : Timofei Ilitch
- Matlyuba Alimova : Nastia
- Ivan Ryjov : Strepetov, directeur des haras
- Maria Kapnist : vieille gitane
- Vladimir Zamanski : Privalov
- Stasys Petronaitis : Ojoguine
- Aleksei Nikulnikov : Vania
- Olga Julina : Niura
- Sonya Timofeieva : Sheloro